# Mocsári macska
A mocsári macska (Felis chaus), vagy csausz, a ragadozók (Carnivora) rendjébe, azon belül a macskafélék (Felidae) családjába tartozó faj. Mivel életterei a mocsaras, nádas vidékek, ezért mocsári hiúz és nádi hiúz néven is emlegetik. A mocsári hiúzt Johann Christian Daniel von Schreber is leírta Die Säugethiere in Abbildungen nach der Natur mit Beschreibungen című munkájában. Viszonylag hosszú lábú, rövid farkú macska.
2008-ban az IUCN nem fenyegetettnek sorolta be, habár egyes országokban állománya fogyatkozik.

## Elterjedése
A mocsári macska vagy nádi hiúz, nagyon széles körben terjedt el, a fajt az ősi Egyiptomban is ismerték már. A házi macskák mellett mocsári macskákat is mumifikáltak, ami azt sejteti, hogy őket is használták rágcsálóirtásra. Itt főleg a Nílus deltavidékét kedveli, a nedves, mocsaras nádasokat, valamint a folyó áztatta gabonaföldeket. Megtalálható Afrika északi részén, Núbiában, Perzsiában, a Közel-Keleten, Közép-, Dél- és Délnyugat-Ázsiában is. Kedveli a hegyvidékeket, a Himalájában 2400 méter magasságig is felhatol, ott a hideg miatt, sűrűbb és hosszabb szőrű bundát visel. Indokínában elterjedése nem ismert, bár Kambodzsa északi részét kivéve elég ritka lehet, a különösen Laoszban és Thaiföldön kihelyezett nem válogató csapdák, hurkok miatt. Indiában a leggyakoribb kismacskaféle.
Oroszország déli területeinél északabbra nem található. Itt az átlagos januári hőmérséklet 2 °C. Néha még hidegebb van, és hó is esik. Itt sok mocsári macska fagy meg, vagy pusztul éhen a hidegebb teleken, vagy a kitartóbb hóesés hatására.

## Élőhelye
A mocsári macskák alkalmazkodóképesek, több biotópban is megtalálják helyüket, legyen az sűrű tüskés bozótos, vagy tavak és folyók melletti mocsaras erdő. Fellelhetők partokon, halastavak vagy csatornák mellett. Megélnek szavannákon, trópusi száraz vagy esőerdőkben is. Falvak környékén is felbukkannak. Érzékenyek a hidegre; nem élnek meg ott, ahol télen gyakori a fagy és a hóesés.
A Kaukázuson túl és Tádzsikisztánban a hegyeken az erősen benőtt folyóvölgyeket lakja. Indiában a Keoladeo Nemzeti Parkban megfigyelték mocsárban, de száraz füves helyeken is. Nepálban a Chitwan Nemzeti Parkban ártéri erdőket és a folyókat kísérő füves területeket kedveli, ahol a halászmacska is él. A Kra-földhíd déli részéről hiányzik; 2010-ben lehetségesnek tartották előfordulását Selangor töredezett erdőfoltjaiban.

## Alfajok

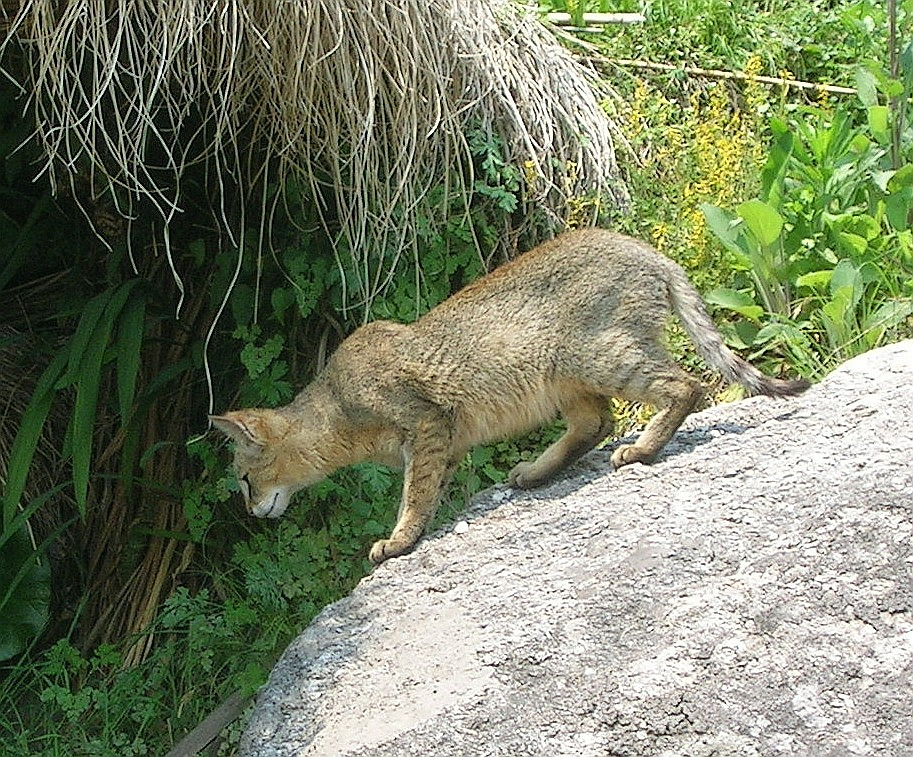
Felis chaus affinis (Gray, 1830)

Amikor Johann Anton Güldenstädt II. Katalin orosz cárnő felhívására 1768-tól 1775-ig Dél-Oroszországba utazott, akkor a Kaukázusban első kutatóként pillantott meg egy kirmüsakot. Az első, 15 oldalas, 1776-ban kelt latin nyelvű leírásában a chaus nevet adta neki, amit azok a kutatók is használtak, akik 1830 és 1969 között további alfajokat írtak le. Így a Felis chaus chaus három tagú név a Kaukázusban élő alfajt írja le, míg a többi alfajt a külső megjelenésük alapján nevezték el.
Az Integrated Taxonomic Information System által elismert alfajok:
- Felis chaus affinis (Gray, 1830) – Himalája, Északnyugat-Indokínahttps://www.youtube.com/watch?v=mdKMHJV5Xec
- Felis chaus chaus – Közép-Ázsia, Kaukázus
- Felis chaus fulvidina (Thomas, 1929) – Indokína[13]
- Felis chaus furax (de Winton, 1898) – Szíria, Irak[15]
- Felis chaus kelaarti (Pocock, 1939) – Srí Lanka[16]
- Felis chaus kutas (Pearson, 1832) – Nyugat-India, Pakisztán[13]
- Felis chaus maimanah(Zukowsky, 1915), feltételezések szerint az Amu-Darja mentén[17]
- Felis chaus nilotica(de Winton, 1898) – Egyiptom[13]
- Felis chaus oxiana (Heptner, 1969) – Oroszország, Közép-Ázsia[7]
- Felis chaus prateri(Pocock, 1939) – Nyugat-India[16]

Mindezidáig (2013) nem végeztek genetikai vizsgálatokat, hogy ellenőrizzék ezt a felosztást.

## Megjelenése

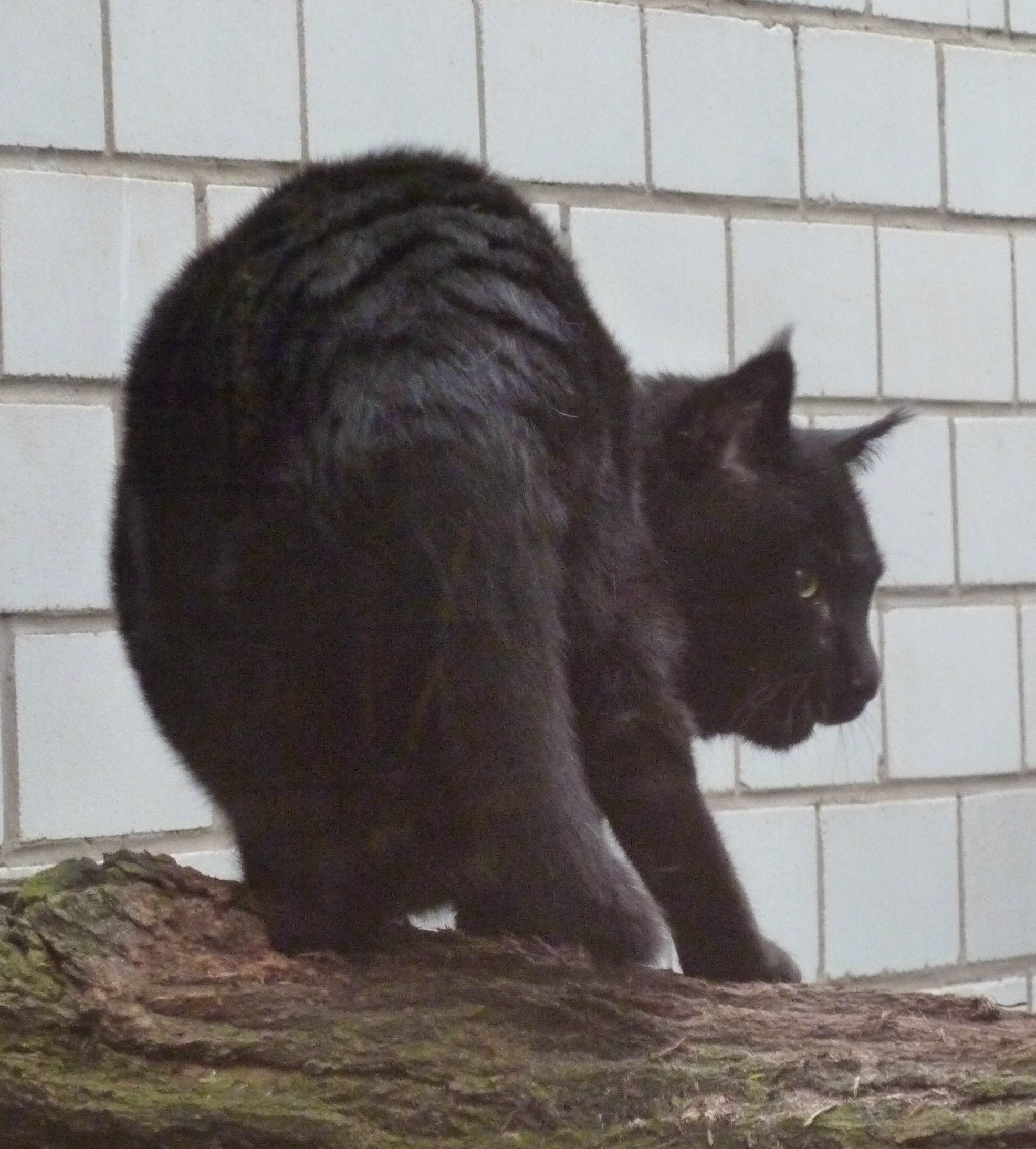
Melanisztikus mocsári macska

A mocsári macska egy erőteljes és viszonylag nagy méretű macskafaj, testhossza meghaladja a 90 centimétert, ebből a farka kb. 30 centiméter. Vállmagassága 30-40  centiméter között mozog, a súlya 6–9 kg. között váltakozik. Testmérete alfajonként erősen változó; Izraelben a vizsgált kandúrok testsúlya 10±1,4 kg, a nőstényeké 7±1,73 kg volt. Indiában a kandúroknál 5,75±1,41 kg-ot, a nőstényeknél 4±1,97 kg-ot mértek. A Bergmann-szabályt követve elterjedési területének északi határán nő a legnagyobbra, és a trópusokhoz közeledve egyre kisebbé válik.
Gereznájának alapszíne a sárgás és a szürkésbarna színek között váltakozik, lehet sárgásszürke, vagy vörösesbarna is; egyes szőrszálai okkersárgák a tövükön, a közepükön pedig feketésbarnán gyűrüzöttek, a hegyük fehér, majd szürkésfehérek, és ismét feketék. A bundán nem vehető ki mintázat, csak a farka gyűrűzött. A kölykökön még látható némi cirmos mintázat felnőttkorra eltűnik. A hasa világosabb, mint a többi testrésze. Érzékeny a fagyra, habár bundája tömött, hátán négyzetcentiméterenként 4000, hasán 1700 szőrszál nő.
Pakisztánból ismertek fekete egyedei is.
Koponyája viszonylag széles a járomív környékén, amely miatt kerekebb a feje több más macskához képest. Füle hosszú, és alapjánál viszonylag széles. A fülpamat magassága 7 – 20 mm. Arca keskeny, pofája fehér, szeme élénk zöld színű, bár alfajonként ez is változhat. A fülén található pamat jól megkülönbözteti a többi fajtól, ezért nevezik mocsári hiúznak is.
Teste karcsú, emiatt ügyesen a táplálékára lelhet a szűkebb barlangok mélyén is. Mint minden macskának, a gepárd kivételével, neki is visszahúzható karmai vannak, ám mivel ezek nagyon mélyen ágyazódnak bele a lábfejbe, különösen élesek. Hátsó lábán a karom jobban elkopik, mivel csak részben tudja visszahúzni. Karmai elöl és hátul is ugyanakkorák, ami lehetővé teszi, hogy ugyanolyan könnyen másszon le a fáról, mint ahogy felmászik rá.

## Életmódja

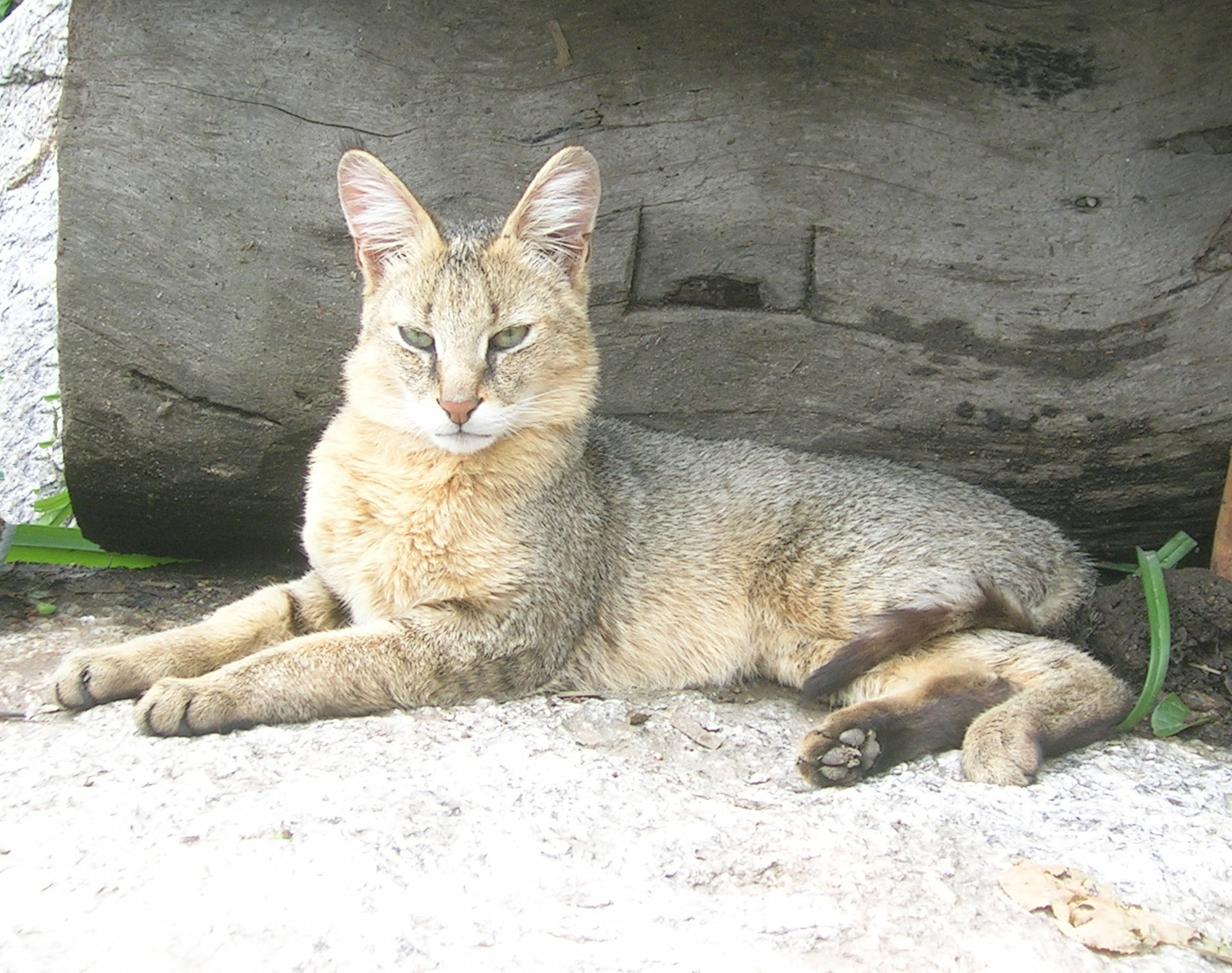

Mint a legtöbb macska, nappal és éjszaka alszik, csak hajnalban indul el vadászni a kisebb rágcsálókra, madarakra és hüllőkre, bár már megfigyelték, hogy nappal is vadászik. Nem fél a víztől, kitűnően úszik, akár halászat, akár menekülés céljából. Egyszerre akár 1,5 km-t is képes úszva megtenni. Magányos természetű. Rejtekhelyet más állatok elhagyott odúiban, fák üregében, vagy a sűrű növényzetben talál. Habár gyakran aktív éjszaka, kevésbé tekinthető éjjeli állatnak, mint több más macska. Becslések szerint egy éjszaka 3-6 kilométert tesz meg, a táplálékbőség függvényében. Területe határát vizelettel jelöli ki. Nehezen szelídíthető, még akkor is, ha fiatalon ejtették fogságba.
Leginkább olyan állatokra vadászik, amelyek nem érik el az egy kilogrammos testsúlyt. Zsákmányát nemcsak látással és hallással, hanem szaglással is keresi. Ahogy más macskák, ő is lesből támad, és a növényzetet használja rejtőzködéssel. Habár 32 km/h-val is képes futni, ritkán üldözi azt az állatot, aminek sikerült elmenekülnie az első támadás elől.
Méretének és karcsúságának köszönhetően játszi könnyedséggel mászik fel a fákra, hogy elfogyassza a tojásokat és a fészken ülő anyamadarat. A talajszinten egerekre, pockokra és néha patkányokra vadászik, de nem veti meg a kisnyulat és a gyíkot sem. Gyakorta táplálkozik fiatal állatokkal, mint a nemrég kikelt madárfiókák, kismadarak, sőt menyét- és görénykölyköket is megtámad, ha alkalma nyílik rá. Néha bemerészkedik emberi településekre is, ahol kiscsibéket, tojásokat és baromfiakat ejt el, ám ez nagyon ritka esetnek számít, ugyanis ez a macskafaj kerüli az embert és az általa keltett hangzavart. Inkább erdőkben és folyópartokon szerez magának zsákmányt, csak az ínséges években merészkedik az emberi települések közelébe. Ekkor elhullott állatok tetemeivel is táplálkozik, bár ezt nagyon ritkán teszi, mivel, mint minden macska, a friss húst kedveli.
Fő zsákmányai rágcsálók és más kisemlősök. Az indiai Sariska Tigrisrezervátumban végzett kutatás szerint naponta 3-5 rágcsálót fognak. Emellett a madarak is a táplálék fontos részét alkotják. Télen a madarak fontossága megnő, hogyha a vízimadarak a mocsarakban vagy a folyók partján gyülekeznek. A Kaszpi-tenger partján a menü tartalma: közönséges kószapocok, mezei nyúl, földimókus, cickány, malac, nutria, vízimadarak, fiókák, tojás, teknősök, gyíkok, kígyók és halak. Emellett terméseket is eszik. Üzbegisztánban télen a keskenylevelű ezüstfa gyümölcse a táplálék 17%-át tette ki.
Fő vetélytársai a sakál és az erdei macska. Leggyakoribb ragadozói a krokodil, a medve, a farkas, és a nagymacskák, például a tigris. Ha fenyegetve érzi magát, akkor visszatámadás előtt kisebb morgásokkal figyelmezteti támadóját; ez a házi macskánál ismeretlen. Nyávogása mélyebb, mint a házi macskáé. Néha támadójukra ugranak, de legtöbbször megelégszenek a fenyegetés viszonzásával. Ismertek esetek, amikor túl közelre merészkedő emberekre támadt, de ezek a támadások nem okoztak a karmolásos sebeknél komolyabb sérülést.

## Szaporodása
A hím mocsári macska ivarérettsége elérése után, egy bizonyos időszakban több nősténnyel is párzik. Tavasz végén és ősz elején keresi fel a tüzelő nőstényeket, melyeknek több héten keresztül udvarol. Ha két hím egy territóriumon belül találkozik, először összemérik erejüket, majd ha megegyezőnek találták egymást vér nélküli harcba kezdenek, amiben szigorú szabályok vannak: behúzott karommal kell leteperni a másik macskát. A győztes, ha elnyerte párja tetszését, megtermékenyíti és abban a percben távozik. A nőstény több hímmel is közösül a párzási időszakban. Dél-Türkmenisztánban januárban vagy február elején is párosodhatnak.
Az anyaállat egy védett sziklamélyedésben, faodúban vagy más állat elhagyott üregében hozza világra 3-4 kölykét, melyeket körülbelül 70 nap kihordási idő után hoz a világra. Egy vizsgálatban négy kétnapos mocsári macska 43 - 55 grammot nyomott. A fogságban született kölykök ennél kétszer-háromszor nehezebbek, 103 - 161 grammosak. A kölykök, mint minden kismacska vakon születnek, de már szőrösek, szemük kinyílási ideje két hét körüli, 10-13 nap. Szilárd táplálékot 50 naposan kezdenek fogyasztani. Hat hónaposan ejtik el első zsákmányukat, hat-kilenc hónaposan már önállóak, de akár két éven keresztül is anyjukkal maradhatnak, mely ez idő alatt megtanítja nekik az alapvető vadászati fortélyokat. A hímek nem szoktak segíteni az utódok felnevelésében, bár fogságban védelmezik utódaikat, jobban, mint az anya, vagy más macskafajok.
Az ivarérettség elérésének időpontjáról nincs egyetértés. A fogságban felnőtt nőstények 11 hónaposan válnak ivaréretté, vadon ez valószínűleg később történik meg. A legidősebb fogságban élt mocsári macska 9 évet és 10 hónapot ért meg.

## Fenyegetettsége
Agrárterületeken és nedves vidékeken jól érzi magát. Ezzel szemben a nedves területek kiszáradása fenyegetést jelent, mert ha a terület szárazabb, akkor ott kevesebb mocsári macska tud megélni. Sok helyen megfogyatkozott, mivel lakott területeken csapdázzák és mérgezik.
Élőhelyének megváltoztatása rontja a kilátásait. Miután Srí Lankán az 1970-es években nagyszabású erdőirtást végeztek, sok mocsári macska háziállatokra, kecskékre és háziszárnyasokra kezdett el vadászni. Egyes kecsketartók akár évi 12 macskát is megöltek. További tényező a bundakereskedelem, ami erős vadászathoz vezetett. 1979-ben az indiai kormány megtiltotta a gereznák kivitelét, ennek ellenére az eladott bundák 20%-a mocsári macskától származik. A betiltás pillanatában az indiai kereskedőknél 306 343 gerezna volt raktáron.
Az 1960-as évek óta a Kaszpi-tenger és a Kaukázus környékén létszáma rohamosan csökkent, már csak kisebb populációi maradtak. Az Astrakhan nemzeti parkban 1980 óta nem látták a Volga deltájában. Az alfajt veszélyeztetetté nyilvánították, és így szerepel Oroszország, Örményország, Grúzia és Azerbajdzsán Vörös könyveiben.
Egészen az 1970-es évekig a leggyakoribb vadmacska volt Észak-Thaiföldön, és a legtöbb védett helyen is jelen volt. Az 1990-es évek kezdete óta azonban megritkult a vadászat és élőhelyének pusztítása miatt. Ma Thaiföldön kritikusan veszélyeztetettnek számít. Kambodzsában, Laoszban és Vietnamban másodlagos élőhelyein könnyebben hozzáférhető a vadászok számára. A fogóhurkok miatt most már ritkább, mint a kisebb macskák. Az élve elfogott egyedeket állatkertekbe szállítják, a megölt macskák bőreit a határvidéki piacokon árulják.
A Közel-Keleten ritkaságszámba megy. Jordániában a földművelés terjeszkedése miatt élőhelye beszűkült, és a földművesek vadásszák és mérgezik is, mert állataikra támad. Afganisztánban is ritkának és veszélyeztetettnek tekintik; itt védelem alatt is áll.

## Védelme
A Washingtoni egyezmény II. függeléke a mocsári macskáról is szól. Afganisztánban 2009 óta védelem alatt áll. Védettséget élvez továbbá Indiában, Bangladesben, Kínában, Izraelben, Mianmarban, Pakisztánban, Tádzsikisztánban, Thaiföldön és Törökországban, de védett területeken kívül vadászható Bhutánban, Grúziában, Laoszban, Libanonban, Nepálban, Srí Lankán és Vietnamban.

## Tenyésztése
Keresztezhető a házi macskával. A chausie fajtát ezekből a hibridekből tenyésztették ki. Egy hasonló fajta a jungle bob, ami a pixi bob házi macskafajtával történt keveredésből jött létre.

## Fordítás
- Ez a szócikk részben vagy egészben  a   Jungle Cat című angol Wikipédia-szócikk ezen változatának fordításán alapul.  Az eredeti cikk szerkesztőit annak laptörténete sorolja fel. Ez a jelzés csupán a megfogalmazás eredetét és a szerzői jogokat jelzi, nem szolgál a cikkben szereplő információk forrásmegjelöléseként.
- Ez a szócikk részben vagy egészben  a   Rohrkatze című német Wikipédia-szócikk fordításán alapul.  Az eredeti cikk szerkesztőit annak laptörténete sorolja fel. Ez a jelzés csupán a megfogalmazás eredetét és a szerzői jogokat jelzi, nem szolgál a cikkben szereplő információk forrásmegjelöléseként.